# Крушний Врх
Крушний Врх (словен. Krušni Vrh) — поселення в общині Требнє, регіон Південно-Східна Словенія, Словенія.